# 帕泰尔诺
帕泰尔诺（義大利語：Paterno），是意大利波坦察省的一个市镇。总面积39.25平方公里，人口3472人，人口密度88.5人/平方公里（2009年）。ISTAT代码为076100。